# Kicarz
Kicarz (703 m) – szczyt w Beskidzie Sądeckim. Znajduje się w południowo-zachodniej części  Pasma Jaworzyny, po wschodniej stronie doliny Popradu i drogi krajowej nr 87 Nowy Sącz – Piwniczna-Zdrój.  Poprad przeciął tutaj grzbiet łączący Kicarza z Kamiennym Groniem oddzielając w ten sposób Pasmo Jaworzyny od Pasma Radziejowej. Opływając stoki Kicarza Poprad tworzy tutaj swój największy przełom. 
Kicarz wznosi się nad miejscowościami Piwniczna-Zdrój i Łomnica-Zdrój. Jest najdalej na południe wysuniętym szczytem bocznego grzbietu ciągnącego się od głównej grani Pasma Jaworzyny poprzez Groń, Granicę i Bucznik po Kicarza. Od wschodniej strony stoki Kicarza opadają do doliny potoku Łomniczanka, od zachodniej i południowej do Popradu. Wierzchołek i stoki porasta las, ale od południowo-wschodniej strony wysoko wcinają się w jego stoki otwarte tereny przysiółka Karpaty. Na szczycie znajduje się wieża przekaźnikowa.
Góra znajduje się na obszarze Popradzkiego Parku Krajobrazowego i obszaru Natura 2000. W lutym 2010 władzom Piwnicznej-Zdroju udało się rozpocząć budowę kompleksu narciarskiego (4 wyciągi) na szczyt Kicarza. Starania o to trwały od 2006, protestowali ekolodzy, którzy zgłosili wniosek w tej sprawie do prokuratury. Na stokach Kicarza wyznakowano kilka gminnych szlaków pieszych i rowerowych. Dzięki tym inwestycjom pełnić on będzie rolę parku miejskiego i terenu rekreacyjno-sportowego przez cały rok.

## Szlaki turystyczne
Piwniczna – Bucznik – Łomnica-Zdrój – Schronisko PTTK na Hali Łabowskiej – Łabowiec – Łabowa
 – gminny szlak od mostu kolejowego w Piwnicznej południowymi stokami Kicarza do osiedla Zagrody
 – gminny szlak od mostu kolejowego w Piwnicznej na szczyt Kicarza
 – gminny szlak od mostu kolejowego w Łomnicy-Zdroju przez szczyt Kicarza do centrum Łomnicy-Zdroju
 – gminny od niebieskiego szlaku PTTK wschodnimi podnóżami Kicarza do osiedla Zagrody

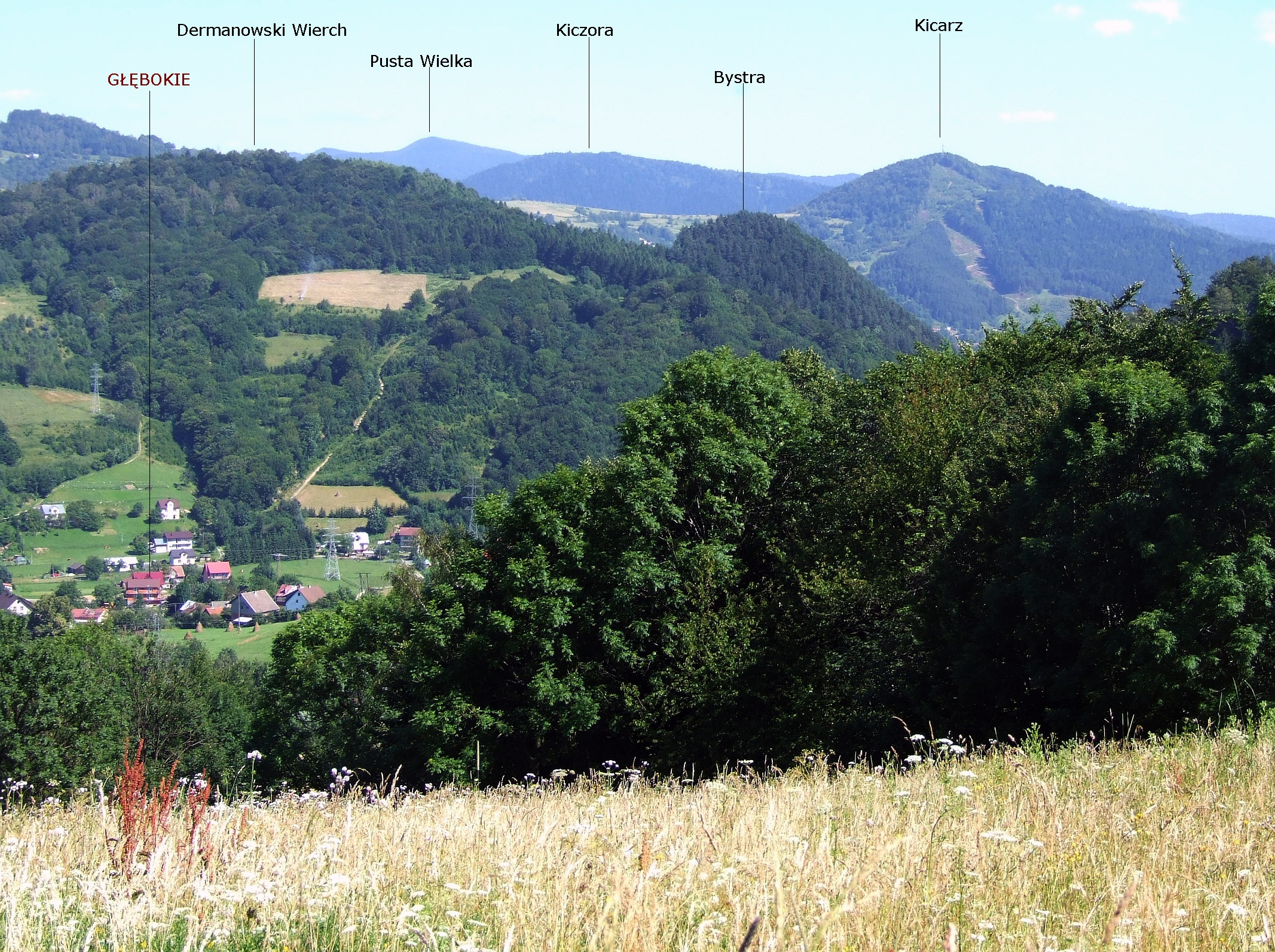
Widok ze stoków w Młodowie
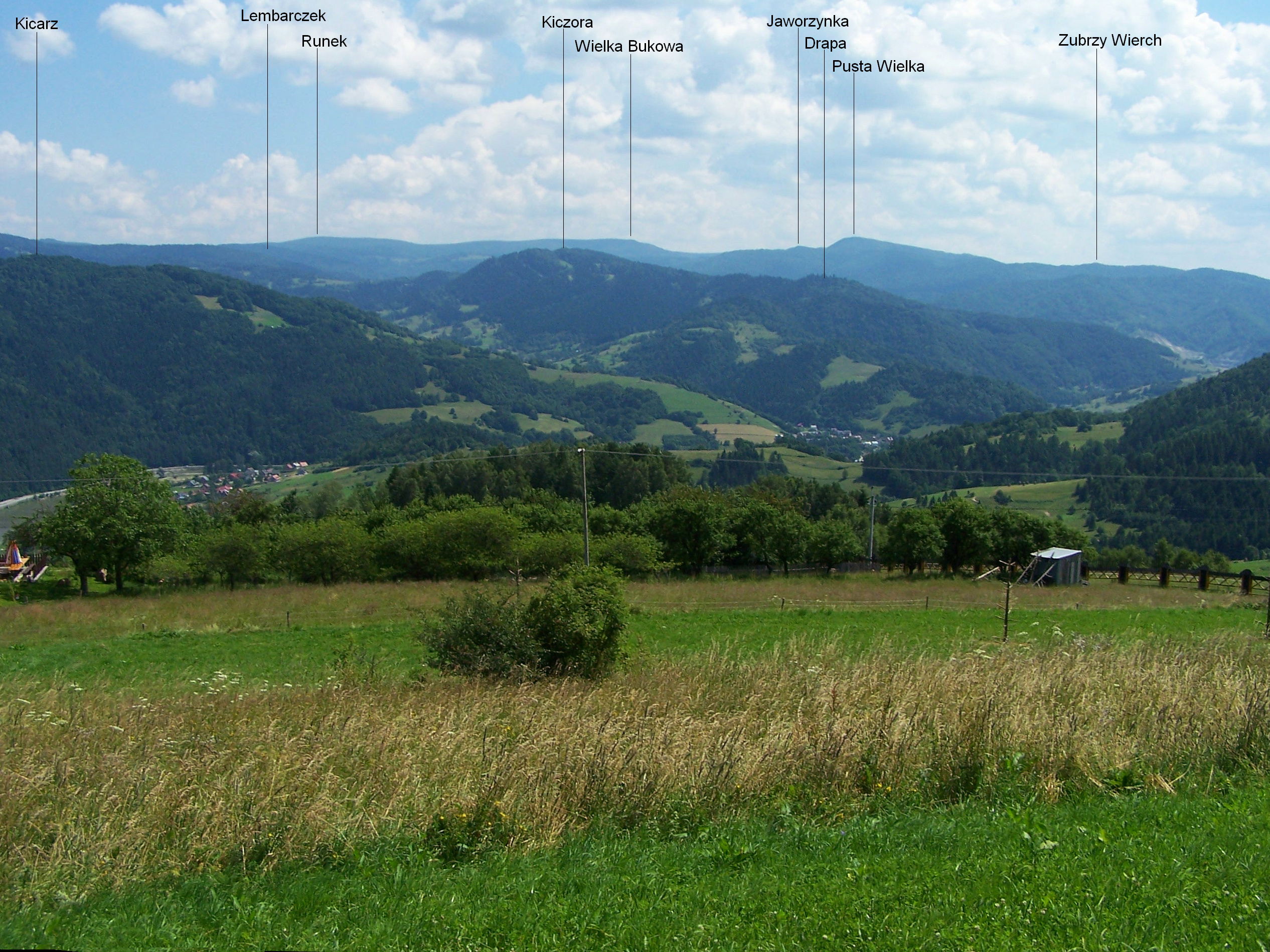
Widok z Zaczerczyka
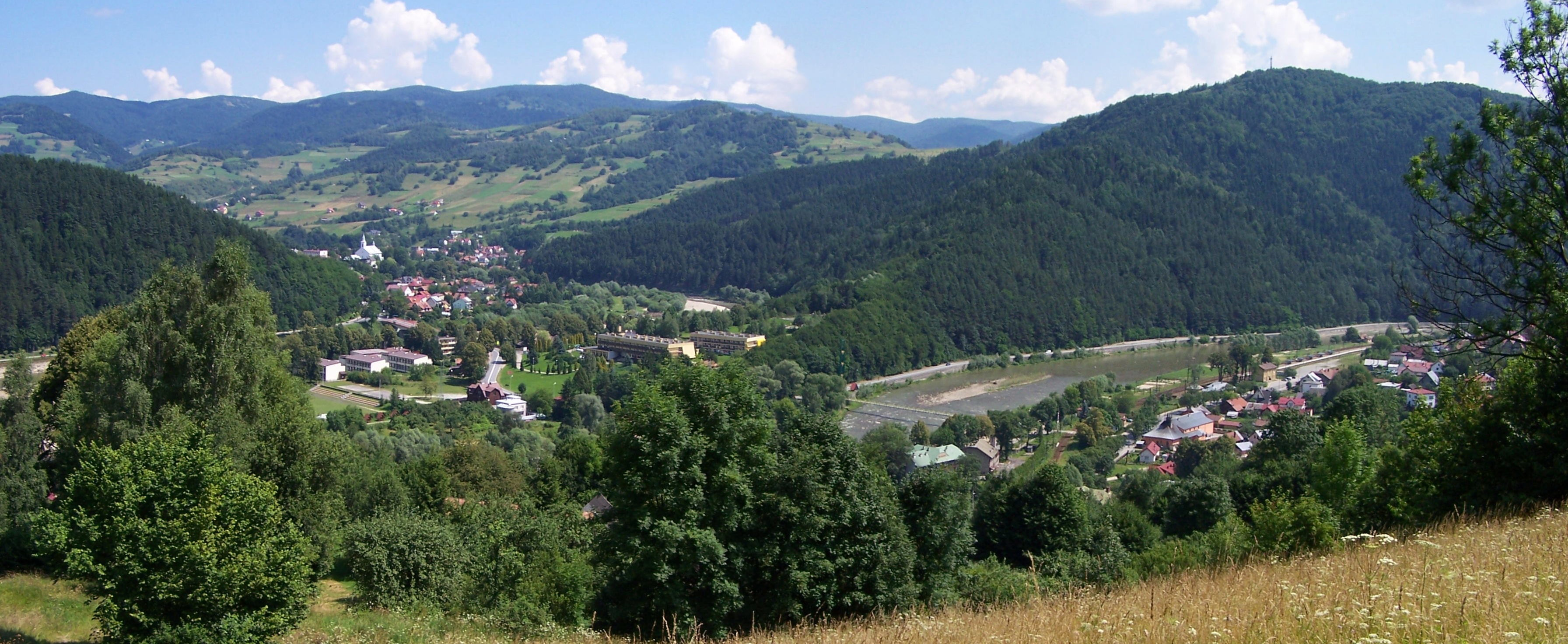
Kicarz po prawej stronie
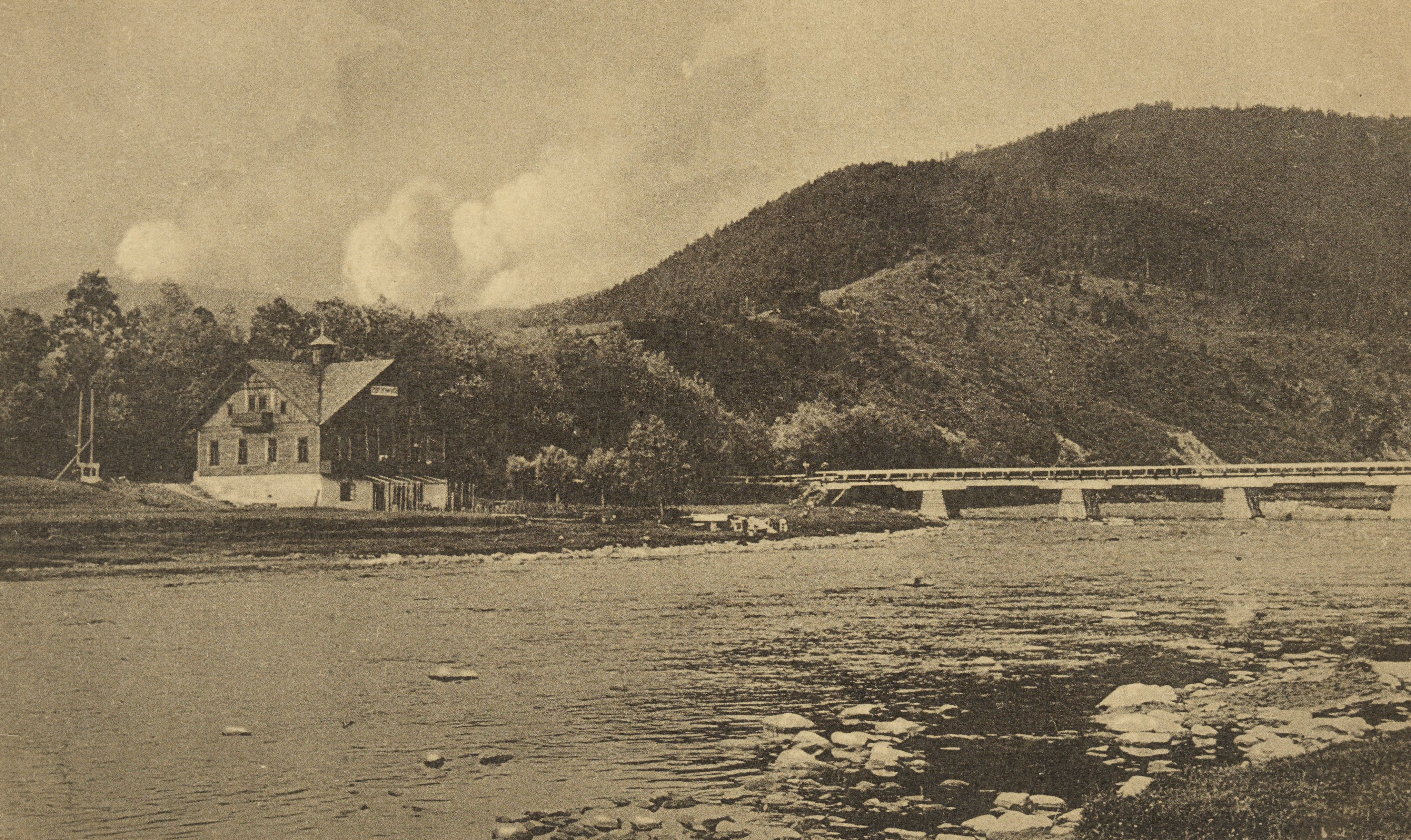
Widok Kicarza sprzed 1936